# August Gunolt
August Gunolt (* 21. September 1849 in Wien; † 28. Februar 1932 in Graz) war ein österreichischer Architekt.

## Leben

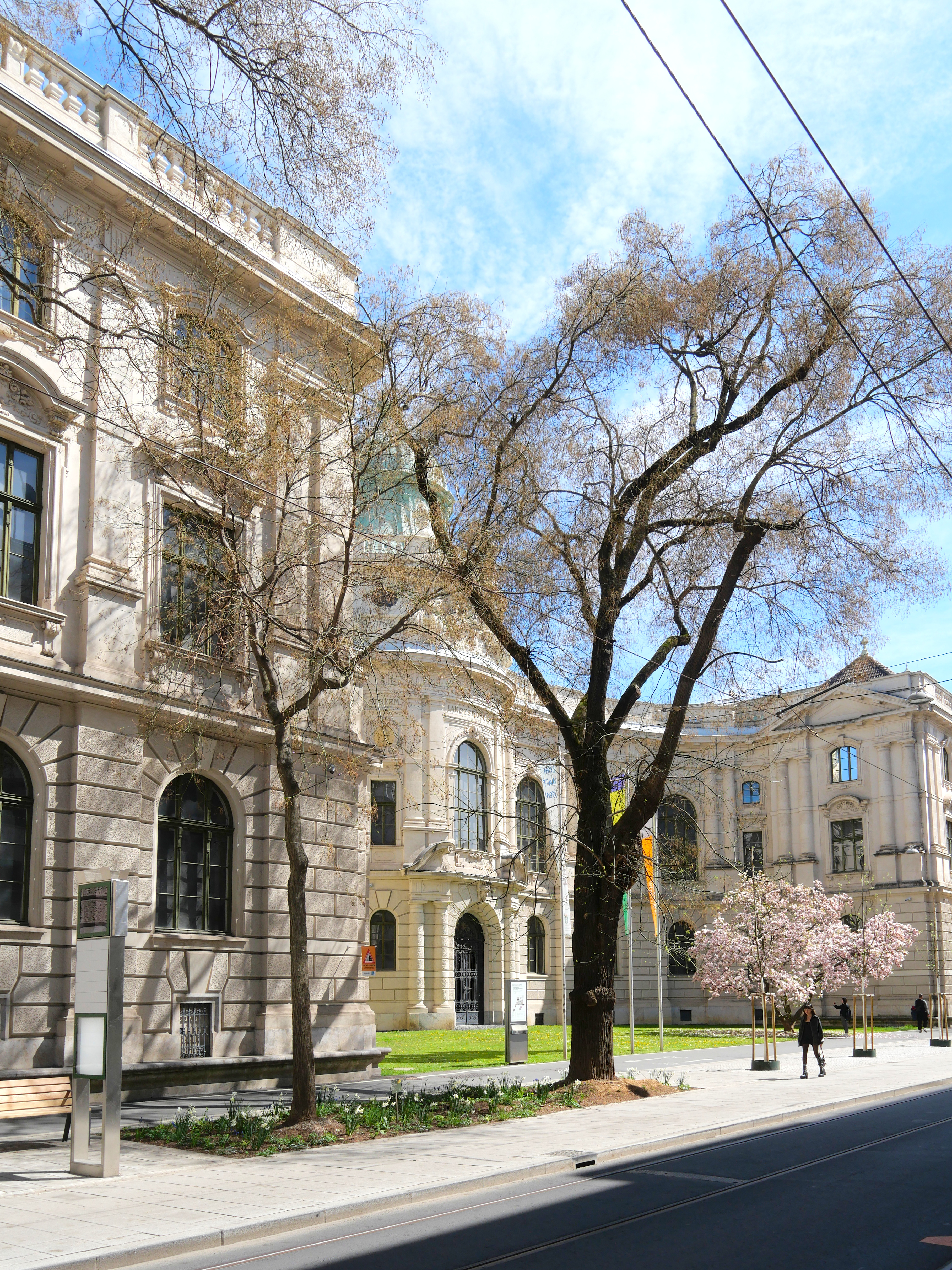
Neues Joanneum in Graz

August Gunolt studierte von 1866 bis 1871 am Polytechnischen Institut in Wien bei Heinrich von Ferstel. Gunolt war von 1871 bis 1876 Mitarbeiter bei Ferstel beim Bau am Hauptgebäude der Universität Wien. Von 1872 bis 1876 war Gunolt Assistent an der Technischen Hochschule Wien.
August Gunolt wurde 1876 Professor der baugewerblichen Fächer an der k.k. Staatsgewerbeschule Graz und war von 1902 bis 1911 dort Direktor. Mit ihm wurde eine mechanisch-technische und eine elektronische Fachrichtung begonnen. Mit 1885 stand er den neu eingerichteten Werkstätten für Bau- und Kunstschlosserei vor.
August Gunolt war ab 1895 Konservator der k.k. Zentralkommission für Kunst und historische Denkmale. Er war Mitbegründer der Vereinigung Bildender Künstler Steiermarks und ebendort von 1899 bis 1905 im Vorstand tätig. Er war von 1887 bis 1891 politischer Mandatar im Grazer Gemeinderat und ab 1905 Regierungsrat.

## Realisierungen

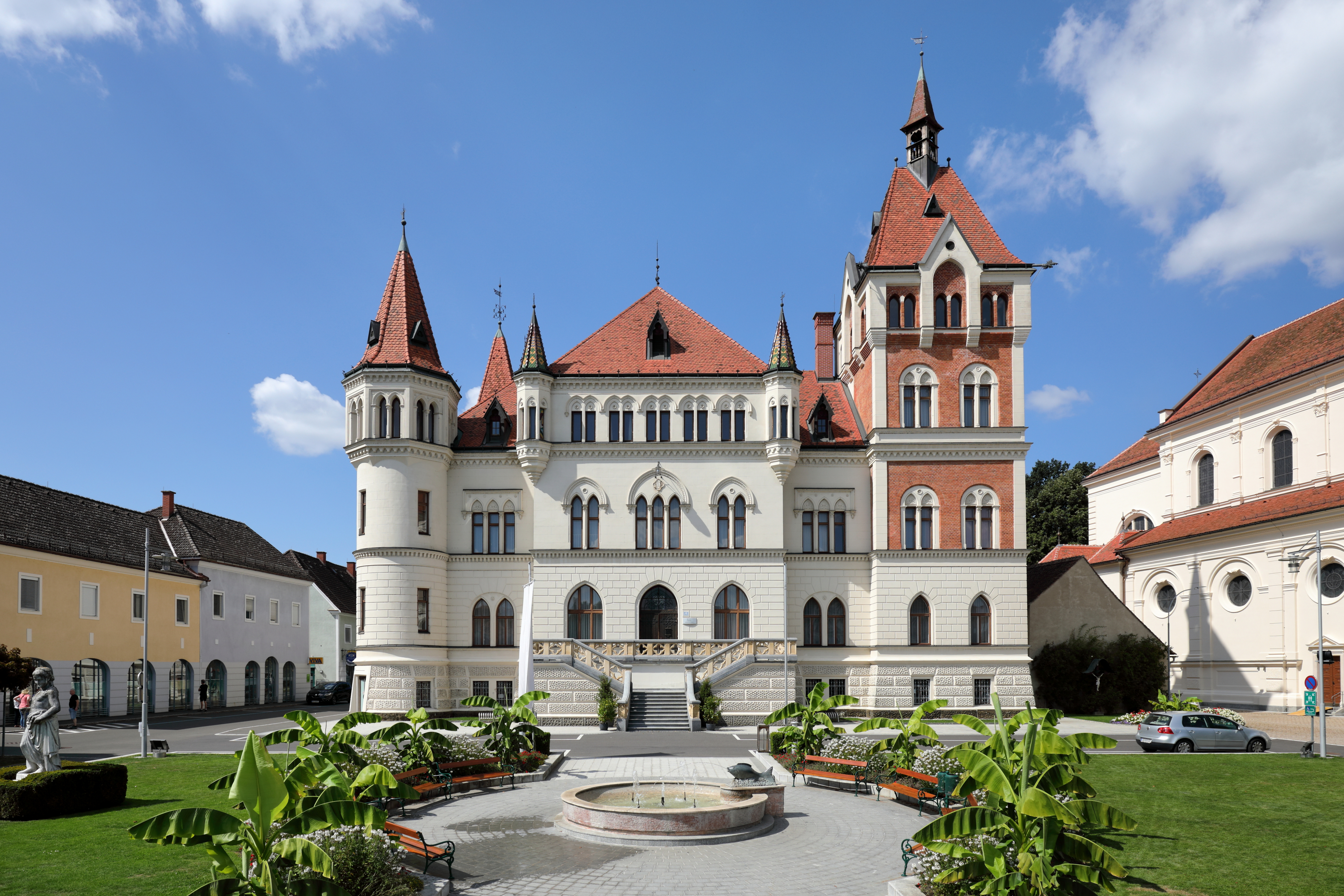
Villa Hold (1890–1892)

- 1887 Wechselseitige Brandschaden-Versicherungsgesellschaft in Klagenfurt
- 1890–1892 Villa Hold in Feldbach[1]
- 1890–1895 Steiermärkische Landesbibliothek in der Kalchberggasse 2 in Graz
- 1890–1895 Neues Landesmuseum Joanneum in der Neutorgasse 45 in Graz
- 1894 Hotel Mailand in Bad Gleichenberg
- 1920 Schloss Kogl in St. Georgen im Attergau